# Robby Steinhardt
Robby Steinhart (Chicago, 5 maggio 1950 – Tampa, 17 luglio 2021) è stato un violinista, cantante e compositore statunitense, noto soprattutto per essere stato il violinista e una delle voci soliste (insieme a Steve Walsh) del gruppo rock Kansas. La sua passione per la musica country lo ha portato sin da giovanissimo ad avvicinarsi al violino.

## Biografia
Nasce nel 1950 a Chicago da padre di genitori tedeschi; quando ha soltanto un anno la famiglia si trasferisce a Lawrence, città del Kansas. Una volta abbandonata definitivamente la band nel 2006, deciderà di aprire un proprio studio di registrazione a Tampa, dove proseguirà la sua attività musicale.

## Carriera

### Nei Kansas
Fa parte della band dal 1973 al 1982, e nuovamente dal 1997 al 2006.
Nel 1982 abbandona la band a causa dei molti dissidi con gli altri membri della band.
Nel 1995 collabora con i Jethro Tull; questo sodalizio si interrompe nel 1997 quando decide di tornare nei Kansas. Non è presente in nessun album della band britannica, non avendone incisi in quel periodo.

### Carriera successiva
Oltre ai Kansas, Steinhardt è stato membro della band christian rock Proto-Kaw, fondata da Kerry Livgren, e dei This Was, fondata dal chitarrista Mick Abrahams. Dal 1994 al 1996 fu membro del gruppo Stormbringer Tampa Bay, gruppo nato dalle ceneri degli stessi Steinhardt-Moon, nati come tribute band degli stessi Kansas. Nel 1999 ha pubblicato il suo primo album solista, Thoughtscape Sounds. Nel 2008 torna ad avere un'intensa attività dal vivo, spesso suonando con varie tribute band e gruppi giovanili. Questo nuovo ciclo venne interrotto nel 2013, a causa di un infarto; nonostante ciò, nel 2015 tornò nuovamente in tour, e da lì proseguì la sua attività.
È morto il 17 luglio 2021 per le complicazioni di una pancreatite acuta, dopo due mesi di ricovero all'ospedale di Tampa.

## Riconoscimenti
È considerato, insieme a Eddie Jobson (Roxy Music), Simon House (Hawkwind) e David Cross (King Crimson) uno dei più influenti violinisti rock di sempre, nonché l'unico violinista della scena arena rock degli anni '70-'80.
Le parti di violino nei brani Dust in the Wind e Point of Know Return sono inoltre menzionate tra le migliori del rock.

## Discografia

### Solista
- 1999 - Thoughtscape Sounds
- 2021 - Not in Kansas Anymore

### Con gli Steinhardt-Moon
- 1993 - Steinhardt-Moon

### Album tributo
- 1996 - To Cry You a Song: A Collection Of Tull Tales